# William Tilden
William Tatem Tilden II, „Mister Tennis”, „Wielki Bill” (ur. 10 lutego 1893 w Filadelfii, zm. 5 czerwca 1953 w Los Angeles) – amerykański tenisista, zwycięzca 10 turniejów wielkoszlemowych, siedmiokrotny zdobywca Pucharu Davisa, uważany za jednego z najwybitniejszych zawodników i strategów meczowych w historii tenisa.

## Życiorys
Tilden dominował w tenisie męskim w latach 20. XX wieku, przyczyniając się do popularyzacji tego sportu. Dysponował potężnym pierwszym serwisem, skutecznym rotowanym drugim serwisem, mocnymi uderzeniami z głębi kortu, ale również zagraniami taktycznymi – lobem, skrótem, bekhendem slajsowanym czy forhendem czopowanym. Prawdopodobnie właśnie wkład Tildena do taktyki ma największe znaczenie – przez lata analizował rozmaite zagrania, by móc przewidzieć zachowanie przeciwnika i lot piłki, uważnie obserwował grę rywali (efektem tych badań stała się książka The Art of Lawn Tennis). Dzięki temu zyskał opinię „największego stratega meczowego w historii tenisa”, łączącego grę z głębi z kortu z atakami wolejowymi przy siatce.
Pochodził z zamożnej rodziny. Przez lata regularnie startował w turniejach, ale większych sukcesów nie odnosił. Jego największymi osiągnięciami były zwycięstwa w międzynarodowych mistrzostwach USA (obecne US Open) w grze mieszanej, w parze z Mary K. Browne, w 1913 i 1914 roku. W 1918 i 1919 roku dochodził do finału mistrzostw USA, ale przegrywał kolejno z Lindleyem Murrayem i Billem Johnstonem. W 1920 roku w kolejnym finale mistrzostw USA zrewanżował się Johnstonowi (nie przegrał później z tym rywalem żadnego meczu). W tym samym roku został pierwszym Amerykaninem, który wygrał Wimbledon, pokonując w finale Australijczyka Geralda Pattersona.
Lata 1920–1925 były okresem dominacji Tildena. Znajdował się na czele list światowych (w pierwszej dziesiątce na świecie był nieprzerwanie w latach 1919–1930), a także rankingu amerykańskiego. Regularnie wygrywał mistrzostwa USA (1920–1925), w Wimbledonie obronił tytuł w 1921 roku, natomiast później – z różnych przyczyn – w tym turnieju nie startował. Wraz z zespołem narodowym w Pucharze Davisa regularnie występował w latach 1920–1930, zdobywając siedem razy z rzędu trofeum (1920–1926); pokonywał czołowych graczy świata z Japonii, Francji i reprezentacji Australazji.
Przełamanie dominacji Tildena nastąpiło w 1927 roku. W rywalizacji o Puchar Davisa poniósł porażkę z Reném Lacostem, co przy słabszej dyspozycji Johnstona (dwie porażki) sprawiło, że trofeum zdobyli francuscy „Czterej Muszkieterowie Tenisa”. W tym samym roku Tilden uległ w finale mistrzostw Francji (obecnie French Open) również Lacoste’owi. Porażkę poniósł w półfinale Wimbledonu z 1927 roku. Prowadził z Henrim Cochetem 6:2, 6:4, 5:1, by ulec w pięciu setach. Porażka z Cochetem zakończyła dominację Amerykanina na światowych kortach, chociaż zdołał jeszcze raz wygrać mistrzostwa USA (1929), Wimbledon (1930). Łącznie wygrał 138 turniejów (dodatkowo 28 razy przegrywał w finałach).

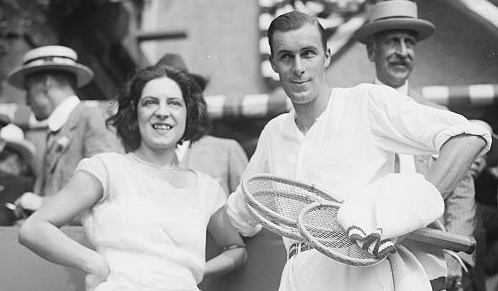
Suzanne Lenglen i William Tilden

Mimo zaawansowanego jak na sportowca wieku Tilden nie zakończył kariery. W 1931 roku porzucił status amatora i dołączył do zebranej przez Charlesa C. Pyle’a grupy zawodników występujących zawodowo (tzw. „cyrk Tildena”), do której należeli także Suzanne Lenglen, Henri Cochet, Ellsworth Vines, Don Budge czy Fred Perry; wykluczyło go to z rywalizacji w turniejach wielkoszlemowych i Pucharze Davisa. Rywalizował początkowo z Vincentem Richardsem, Niemcami Hansem Nussleinem i Romanem Najuchem oraz Czechem Karelem Kozeluhem. Tilden uczestniczył w rywalizacji zawodowców do końca życia, jeszcze w 1945 roku – w wieku 52 lat – był równym rywalem młodszego o ćwierć wieku Bobby’ego Riggsa (także mistrza Wimbledonu). Wygrał m.in. mistrzostwa zawodowe USA w 1931 i 1935 roku, mistrzostwa zawodowe Francji w latach 1933 i 1934, przegrywał w finałach zawodowych mistrzostw Anglii w latach 1935–1938.
Schyłek życia przyniósł Tildenowi liczne niepowodzenia. Zarobione na tenisie pieniądze tracił w nieudanych przedsięwzięciach teatralnych, w których, mając ambicje aktorskie, obsadzał sam siebie w głównych rolach. W 1947 i 1949 roku spędził po kilka miesięcy w więzieniu, oskarżony o niemoralny tryb życia (był homoseksualistą). Zmarł nagle na atak serca, w pokoju hotelowym, będąc w drodze na kolejny występ na korcie (zawodowe mistrzostwa USA w Cleveland).
Wielu ekspertów tenisowych stawia Tildena na pierwszym miejscu na liście największych w historii (m.in. Allison Danzig, Harry Hopman, Lance Tingay). Jego znaczenie jest porównywane z rolą, jaką odegrała w tenisie kobiecym Susanne Lenglen, a w innych dyscyplinach m.in. bokser Jack Dempsey. W 1959 roku nazwisko Tildena zostało wpisane do Międzynarodowej Tenisowej Galerii Sławy.
Był różnie postrzegany przez współczesnych. Niektórych raziło jego perfekcjonistyczne, krytyczne podejście do obsługi technicznej, np. chłopców do podawania piłek; naraził się na krytykę także działaniami na rzecz wprowadzenia zawodowstwa w tenisie (chodziło przede wszystkim o nagrody pieniężne). Z drugiej strony cieszył się uznaniem za sportową postawę na korcie – potrafił przyznać punkt rywalowi przy pomyłkach sędziowskich czy pochwalić przeciwnika za dobre zagranie; w odróżnieniu od mistrzyń tenisa kobiecego – Suzanne Lenglen czy Helen Wills – potrafił pogodzić się z porażką, z godnością i uznaniem chwaląc grę swoich pogromców.

### Finały w turniejach wielkoszlemowych

#### Gra pojedyncza (10–5)
| Końcowy wynik | Nr  | Data | Turniej                                 | Nawierzchnia | Przeciwnik            | Wynik finału             |
| ------------- | --- | ---- | --------------------------------------- | ------------ | --------------------- | ------------------------ |
| Finalista     | 1.  | 1918 | U.S. National Championships, Nowy Jork  | Trawiasta    | Robert Lindley Murray | 3:6, 1:6, 5:7            |
| Finalista     | 2.  | 1919 | U.S. National Championships, Nowy Jork  | Trawiasta    | Bill Johnston         | 4:6, 4:6, 3:6            |
| Zwycięzca     | 1.  | 1920 | Wimbledon, Londyn                       | Trawiasta    | Gerald Patterson      | 2:6, 6:2, 6:3, 6:4       |
| Zwycięzca     | 2.  | 1920 | U.S. National Championships, Nowy Jork  | Trawiasta    | Bill Johnston         | 6:1, 1:6, 7:5, 5:7, 6:3  |
| Zwycięzca     | 3.  | 1921 | Wimbledon, Londyn                       | Trawiasta    | Brian Norton          | 4:6, 2:6, 6:1, 6:0, 7:5  |
| Zwycięzca     | 4.  | 1921 | U.S. National Championships, Filadelfia | Trawiasta    | Wallace F. Johnson    | 6:1, 6:3, 6:1            |
| Zwycięzca     | 5.  | 1922 | U.S. National Championships, Filadelfia | Trawiasta    | Bill Johnston         | 4:6, 3:6, 6:2, 6:3, 6:4  |
| Zwycięzca     | 6.  | 1923 | U.S. National Championships, Filadelfia | Trawiasta    | Bill Johnston         | 6:4, 6:1, 6:4            |
| Zwycięzca     | 7.  | 1924 | U.S. National Championships, Nowy Jork  | Trawiasta    | Bill Johnston         | 6:1, 9:7, 6:2            |
| Zwycięzca     | 8.  | 1925 | U.S. National Championships, Nowy Jork  | Trawiasta    | Bill Johnston         | 4:6, 11:9, 6:3, 4:6, 6:3 |
| Finalista     | 3.  | 1927 | French Championships, Paryż             | Ceglana      | René Lacoste          | 4:6, 6:4, 7:5, 3:6, 9:11 |
| Finalista     | 4.  | 1927 | U.S. National Championships, Nowy Jork  | Trawiasta    | René Lacoste          | 9:11, 3:6, 9:11          |
| Zwycięzca     | 9.  | 1929 | U.S. National Championships, Nowy Jork  | Trawiasta    | Francis Hunter        | 3:6, 6:3, 4:6, 6:2, 6:4  |
| Finalista     | 5.  | 1930 | French Championships, Paryż             | Ceglana      | Henri Cochet          | 3:6, 7:9, 4:6            |
| Zwycięzca     | 10. | 1930 | Wimbledon, Londyn                       | Trawiasta    | Wilmer Allison        | 6:3, 9:7, 6:4            |

#### Gra podwójna (6–2)
| Końcowy wynik | Nr | Data | Turniej                                 | Nawierzchnia | Partner          | Przeciwnicy                          | Wynik finału            |
| ------------- | -- | ---- | --------------------------------------- | ------------ | ---------------- | ------------------------------------ | ----------------------- |
| Zwycięzca     | 1. | 1918 | U.S. National Championships, Nowy Jork  | Trawiasta    | Vincent Richards | Fred Alexander Beals Wright          | 6:3, 6:4, 3:6, 2:6, 6:2 |
| Finalista     | 1. | 1919 | U.S. National Championships, Nowy Jork  | Trawiasta    | Vincent Richards | Norman Brookes Gerald Patterson      | 6:8, 3:6, 6:4, 6:4, 2:6 |
| Zwycięzca     | 2. | 1921 | U.S. National Championships, Filadelfia | Trawiasta    | Vincent Richards | Richard N. Williams Watson Washburn  | 13:11, 12:10, 6:1       |
| Zwycięzca     | 3. | 1922 | U.S. National Championships, Filadelfia | Trawiasta    | Vincent Richards | Gerald Patterson Pat O’Hara Wood     | 4:6, 6:1, 6:3, 6:4      |
| Zwycięzca     | 4. | 1923 | U.S. National Championships, Filadelfia | Trawiasta    | Brian Norton     | Richard N. Williams Watson Washburn  | 3:6, 6:2, 6:3, 5:7, 6:2 |
| Finalista     | 2. | 1926 | U.S. National Championships, Nowy Jork  | Trawiasta    | Alfred Chapin    | Vincent Richards Richard N. Williams | 4:6, 8:6, 9:11, 3:6     |
| Zwycięzca     | 5. | 1927 | Wimbledon, Londyn                       | Trawiasta    | Francis Hunter   | Jacques Brugnon Henri Cochet         | 1:6, 4:6, 8:6, 6:3, 6:4 |
| Zwycięzca     | 6. | 1927 | U.S. National Championships, Nowy Jork  | Trawiasta    | Francis Hunter   | Bill Johnston Richard N. Williams    | 10:8, 6:3, 6:3          |

#### Gra mieszana (5–5)
| Końcowy wynik | Nr | Data | Turniej                                 | Nawierzchnia | Partnerka           | Przeciwnicy                         | Wynik finału    |
| ------------- | -- | ---- | --------------------------------------- | ------------ | ------------------- | ----------------------------------- | --------------- |
| Zwycięzca     | 1. | 1913 | U.S. National Championships, Newport    | Trawiasta    | Mary Kendall Browne | Dorothy Green S. Rogers             | 7:5, 7:5        |
| Zwycięzca     | 2. | 1914 | U.S. National Championships, Newport    | Trawiasta    | Mary Kendall Browne | Margaret Myers J. R. Rowland        | 6:1, 6:4        |
| Finalista     | 1. | 1916 | U.S. National Championships, Nowy Jork  | Trawiasta    | Florence Ballin     | Eleonora Sears Willis Davis         | 4:6, 5:7        |
| Finalista     | 2. | 1917 | U.S. National Championships, Nowy Jork  | Trawiasta    | Florence Ballin     | Molla Bjurstedt Irving Wright       | 12:10, 1:6, 3:6 |
| Finalista     | 3. | 1919 | U.S. National Championships, Nowy Jork  | Trawiasta    | Florence Ballin     | Marion Zinderstein Vincent Richards | 6:2, 9:11, 2:6  |
| Finalista     | 4. | 1921 | U.S. National Championships, Filadelfia | Trawiasta    | Molla Mallory       | Mary Kendall Browne Bill Johnston   | 6:3, 4:6, 3:6   |
| Zwycięzca     | 3. | 1922 | U.S. National Championships, Filadelfia | Trawiasta    | Molla Mallory       | Helen Wills Moody Howard Kinsey     | 6:4, 6:3        |
| Zwycięzca     | 4. | 1923 | U.S. National Championships, Filadelfia | Trawiasta    | Molla Mallory       | Kathleen McKane Godfree John Hawkes | 6:3, 2:6, 10:8  |
| Finalista     | 5. | 1924 | U.S. National Championships, Nowy Jork  | Trawiasta    | Molla Mallory       | Helen Wills Moody Vincent Richards  | 8:6, 5:7, 0:6   |
| Zwycięzca     | 5. | 1930 | French Championships, Paryż             | Ceglana      | Cilly Aussem        | Eileen Bennett Henri Cochet         | 6:4, 6:4        |